# Gerard Plessers
Gerard Plessers (Overpelt, 30 marzo 1959) è un ex calciatore belga, di ruolo difensore.

## Palmarès

### Club

#### Competizioni nazionali
- Campionato belga: 2

Standard Liegi: 1981-1982, 1982-1983
- Coppa del Belgio: 1

Standard Liegi: 1980-1981
- Supercoppa del Belgio: 2

Standard Liegi: 1981, 1983
- Coppa di Germania: 1

Amburgo: 1986-1987

#### Competizioni internazionali
- Coppa Piano Karl Rappan: 4

Standard Liegi: 1980, 1981, 1982, 1984